# Martfeld
Martfeld er en kommune i Landkreis Diepholz i amtet ("Samtgemeinde") Bruchhausen-Vilsen, i den tyske delstat Niedersachsen, beliggende omkring 36 km sydøst for Bremen.
Nabokommuner er Schwarme og Bruchhausen-Vilsen.

## Inddeling
I Martfeld ligger bydelene og bebyggelserne:
- Hollen
- Hustedt
- Kleinenborstel
- Loge
- Martfelder Heide
- Tuschendorf